# Ancienne mairie de l'île-aux-Marins
L'ancienne mairie de l'Île-aux-Marins est une maison située sur l'île aux Marins à Saint-Pierre-et-Miquelon.

## Localisation
L'édifice se trouve sur l'île aux Marins, juste à côté de la chapelle Notre-Dame-des-Marins.
Bien que ce ne soit plus un bâtiment officiel, le drapeau de la France est toujours hissé sur un mat. Un canon se trouve actuellement disposé devant le bâtiment.

## Historique
L'édifice fut construit en 1887 pour accueillir le médecin en poste dans l'île. La  maison comportait une cuisine, un salon, une salle à manger, une chambre, et, en appentis, une pièce pour la pharmacie et une remise.
Le 26 mars 1892, la commune de l'Île-aux-Chiens est créée par détachement de la commune de Saint-Pierre  ; l'île est alors peuplée de 700 habitants et la commune regroupe également l'île Massacre, l’île aux Pigeons et l'île aux Vainqueurs. Le 6 avril 1892, un décret fixe la composition de son conseil municipal. La maison est devenue mairie en 1920.
Le 6 mai 1932, il est fait mention de la pose à la mairie d'une plaque à la mémoire de l'Amiral Gauchet qui a vécu une partie de son enfance dans cette île, dans sa famille de modestes pêcheurs.
La commune sera renommée Île-aux-Marins par décret du 2 mai 1931 jusqu'à sa suppression par le décret-loi du 4 octobre 1935,. La partie appentis fut transformée en garage pour le camion des pompiers.
La maison fut restaurée en 1987 et est gérée, à ce jour, par l'Association pour la sauvegarde du patrimoine de l'île aux Marins. Le tambour de la porte d'entrée a fait l'objet d'une émission en 2001 du timbre n°747 d'une valeur faciale de 3 francs.
La maison est classée au titre des monuments historiques par arrêté du 12 juillet 2011.
En 2015, une subvention de 55 000 € est attribuée à la mairie de Saint-Pierre au titre de l'année 2015 pour une action de restauration de l’ancienne mairie. Des travaux de remplacement de façade et les menuiseries ont été réalisés par les services municipaux en 2017 afin de remplacer certaines parties attaquées par la pourriture.